# Sorbus devoniensis
Sorbus devoniensis är en rosväxt som beskrevs av Edmund Frederic Warburg. Arten ingår i släktet oxlar, och familjen rosväxter. Inga underarter finns listade i Catalogue of Life.

## Utbredning
Sorbus devoniensis är endemisk för grevskapen Devon, Cornwall och Somerset i sydvästra England och i sydöstra Irland, där den förekommer med flera från varandra skilda populationer. Exemplar som observerats i Nordirland är antagligen introducerade. 

## Ekologi
Arten växer i låglandet och i kulliga områden upp till 260 meter över havet. Sorbus devoniensis är utformad som buske eller som träd som kan vara 20 meter högt. Växten ingår i skogar, buskskogar och häck. Arten hittas ofta nära skogskanten.

## Status och hot
Några buskar skadas innan de utvecklar frukter under den årliga beskärningen. IUCN listar arten som sårbar (VU).